# Katrin Meißner
Katrin Meißner (n. 17 ianuarie 1973, Berlin, RDG) este o înotătoare germană, medaliată olimpică. A participat la 2 ediții ale Jocurilor Olimpice (1988, 2000) în care a câștigat 2 medalii de aur și 1 medalie de bronz.